# Albuca spiralis
Albuca spiralis är en sparrisväxtart som beskrevs av Carl von Linné d.y.. Albuca spiralis ingår i släktet Albuca och familjen sparrisväxter. Inga underarter finns listade i Catalogue of Life.

## Bildgalleri

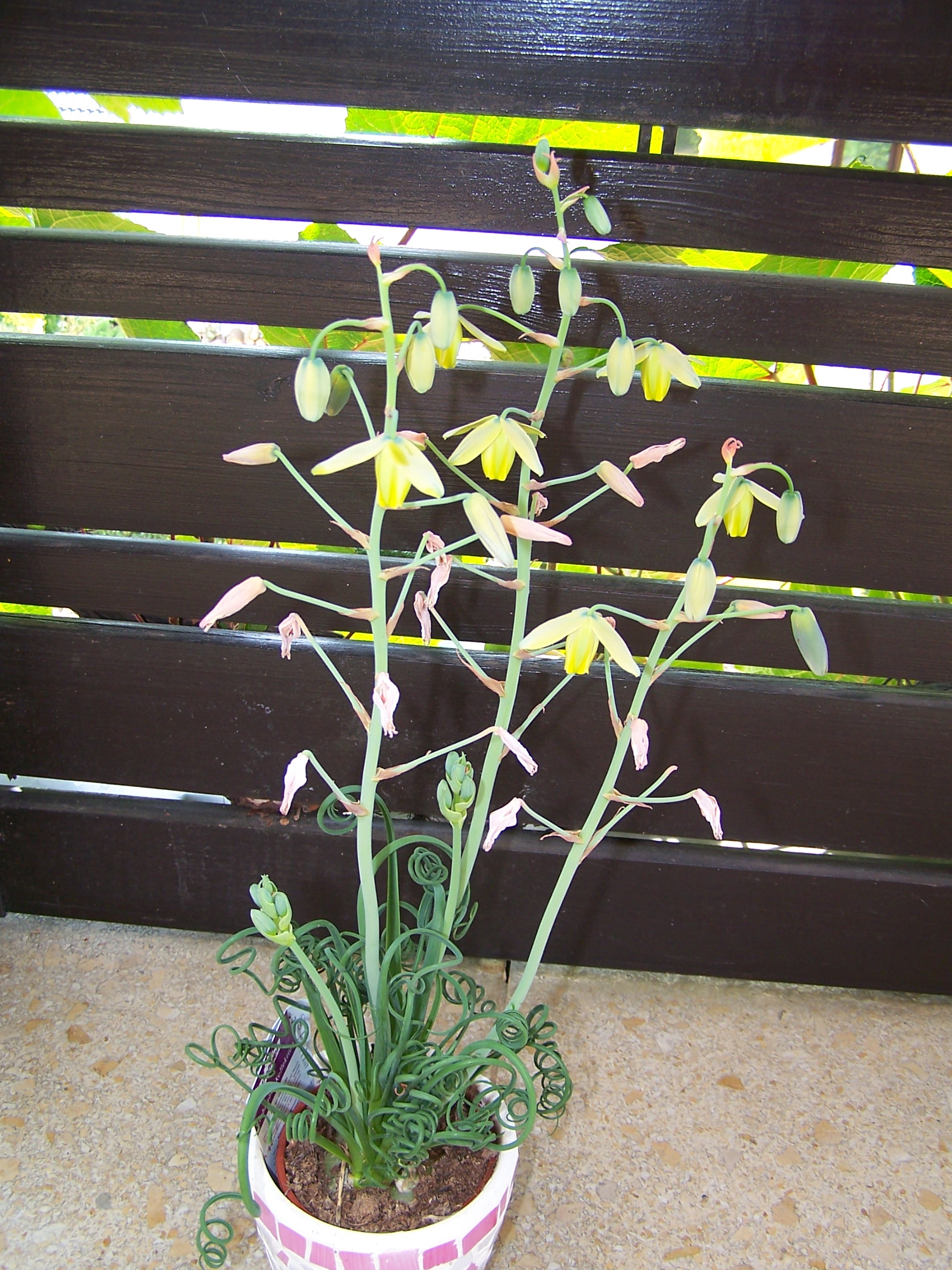